# NGC 643C
NGC 643C est une galaxie spirale située dans la constellation de l'Hydre mâle. Sa vitesse par rapport au fond diffus cosmologique est de (4348 ± 59) km/s, ce qui correspond à une distance de Hubble de 64,1 ± 4,6 Mpc (∼209 millions d'al).
L'amas ouvert ESO 29-SC44 ainsi que les galaxies PGC 6117 et PGC 6256 sont situés dans la même région que NGC 643. En raison de cette proximité, on les désigne aussi respectivement comme NGC 643A, NGC 643B et NGC 643C.